# Volby 2006
V roce 2006 se konaly tyto volby:

## Leden
- 15. ledna:  Chile, prezidentské (2. kolo)
- 15. ledna:  Finsko, prezidentské (1. kolo)
- 22. ledna:  Kapverdy, parlamentní
- 22. ledna:  Portugalsko, prezidentské
- 23. ledna:  Kanada, parlamentní
- 25. ledna:  Palestina, parlamentní
- 29. ledna:  Finsko, prezidentské (2. kolo)

## Únor
- 5. ledna:  Kostarika, prezidentské a parlamentní
- 7. ledna:  Haiti, prezidentské (1. kolo)
- 11. ledna:  Tokelau, referendum
- 12. ledna:  Kapverdy, prezidentské
- 23. ledna:  Uganda, prezidentské a parlamentní

## Březen
- 5. března:  Benin, prezidentské
- 12. března:  Salvador, parlamentní
- 12. března:  Kolumbie, parlamentní
- 19. března:  Bělorusko, prezidentské
- 26. března:  Svatý Tomáš a Princův ostrov, parlamentní
- 26. března:  Ukrajina, parlamentní
- 28. března:  Izrael, parlamentní
- 31. března:  Samoa, parlamentní

## Duben
- 2. dubna:  Thajsko, parlamentní
- 5. dubna:  Šalomounovy ostrovy, parlamentní
- 9. dubna:  Peru, prezidentské a parlamentní
- 9. dubna:  Maďarsko, parlamentní
- 9.-10. dubna:  Itálie, parlamentní
- 19. dubna:  Thajsko, senátní
- 21. dubna:  Haiti, parlamentní (2. kolo)
- 23. dubna:  Maďarsko, parlamentní (2. kolo)
- 30. dubna:  Laos, parlamentní

## Květen
- 3. května:  Čad, prezidentské
- 6. května:  Singapur, parlamentní
- 6.-13. května:  Fidži, parlamentní
- 14. května:  Komory, prezidentské
- 16. května:  Dominikánská republika, parlamentní
- 21. května:  Černá Hora, referendum
- 21. května:  Kypr, parlamentní
- 28. května:  Kolumbie, prezidentské
- 31. května:  Montserrat, parlamentní

## Červen
- 2.-3. června:  Česko, sněmovní
- 4. června:  Peru, prezidentské (2. kolo)
- 4. června:  San Marino, parlamentní
- 14. června:  Švýcarsko, do Spolkové rady
- 17. června:  Slovensko, parlamentní
- 25. června:  Mauritánie, referendum
- 29. června:  Kuvajt, parlamentní

## Červenec
- 2. července:  Mexiko, prezidentské a parlamentní
- 5. července:  Makedonie, parlamentní
- 28.-30. července:  Seychely, prezidentské
- 30. července:  Konžská demokratická republika, prezidentské a parlamentní
- 30. července:  Svatý Tomáš a Princův ostrov, prezidentské

## Srpen
- 3. srpna:  Tuvalu, parlamentní
- 28. srpna:  Guyana, prezidentské a parlamentní

## Září
- 10. září:  Černá Hora, parlamentní
- 17. září:  Švédsko, parlamentní
- 17. září:  Podněstří, referendum
- 20. září:  Jemen, prezidentské
- 22. září:  Gambie, prezidentské
- 26. září:  Cookovy ostrovy, parlamentní
- 28. září:  Zambie, prezidentské a parlamentní

## Říjen
- 1. října:  Rakousko, parlamentní
- 1. října:  Bosna a Hercegovina, prezidentské a parlamentní
- 1. října:  Brazílie, prezidentské (1. kolo)
- 7. října:  Lotyšsko, parlamentní
- 15. října:  Ekvádor, prezidentské a parlamentní
- 20.-21. října:  Česko, senátní (1. kolo)
- 20.-21. října:  Česko, komunální
- 22. října:  Bulharsko, prezidentské (1. kolo)
- 22. října:  Panama, referendum
- 27.-28. října:  Česko, senátní (2. kolo)
- 28.-29. října:  Srbsko, referendum
- 29. října:  Brazílie, prezidentské (2. kolo)
- 29. října:  Konžská demokratická republika, prezidentské (2. kolo)
- 29. října:  Bulharsko, prezidentské (2. kolo)

## Listopad
- 5. listopadu:  Nikaragua, prezidentské a parlamentní
- 6. listopadu:  Tádžikistán, prezidentské
- 7. listopadu:  Spojené státy americké, sněmovní a senátní (1/3)
- 19. listopadu:  Mauritánie, parlamentní (1. kolo)
- 22. listopadu:  Nizozemsko, parlamentní
- 23. listopadu:  Man, parlamentní
- 25. listopadu:  Bahrajn, parlamentní (1. kolo)
- 26. listopadu:  Ekvádor, prezidentské (2. kolo)
- 30. listopadu:  Gibraltar, referendum

## Prosinec
- 2. prosince:  Bahrajn, parlamentní (2. kolo)
- 2. prosince:  Slovensko, komunální
- 3. prosince:  Venezuela, prezidentské
- 3. prosince:  Madagaskar, prezidentské
- 3. prosince:  Mauritánie, parlamentní (2. kolo)
- 10. prosince:  Arcach, referendum
- 10. prosince:  Podněstří, prezidentské
- 11. prosince:  Svatá Lucie, parlamentní
- 15. prosince:  Írán, senátní
- 16./18./20. prosince :  Spojené arabské emiráty, parlamentní
- 17. prosince:  Gabon, parlamentní